# トーマス・モーラー
トーマス・ヒンマン・モーラー（Thomas Hinman Moorer、1912年2月9日 - 2004年2月5日）は、アメリカ合衆国の海軍軍人。最終階級は海軍大将。第18代アメリカ海軍作戦部長、第7代アメリカ統合参謀本部議長を歴任した。

## 経歴
アラバマ州マウントウィリングで生まれ、1929年6月に海軍兵学校に入学、1933年6月に卒業し少尉任官ののち「CA-25 ソルトレイクシティ」に乗り組み砲術士官として勤務する。その後、1936年にペンサコラ海軍航空基地にて海軍飛行士としての教育を修了し、短期間「CV-1 ラングレー」、「CV-2 レキシントン」で勤務、1937年7月から「CV-6 エンタープライズ」で艦載機搭乗員として1939年8月まで勤務する。
第10艦載航空団などで勤務していたが、1941年12月7日の真珠湾攻撃の際には現地にいた。開戦後、南西太平洋に派遣され蘭印戦に参加し、搭乗していたPBYは1942年2月19日にダーウィン (ノーザンテリトリー)北方にて撃墜される。同日、日本軍により撃沈された船員達に救出される。その後復帰し、再び北部オーストラリアと蘭印を結ぶ航空輸送路を非武装・低速のPBYで往復した。1942年7月にアメリカ本土へ帰還し、短期間イギリスに派遣される。そして第132爆撃飛行隊長としてキーウェスト海軍航空基地に配置され、キューバやアフリカで活動する。
1944年3月から1945年7月まで大西洋空軍司令部で砲術戦術参謀として務める。1945年8月から1946年5月まで海軍作戦本部にて戦略爆撃調査団対日本班に配属され日本当局者達からの質問業務に携わる。その2年後、バージニア州シンコティーグ島にある海軍航空機兵器局試験所で勤務する。
1948年7月から1949年11月まで「CV-41 ミッドウェイ」乗り組み、のちに大西洋艦隊第4航空戦隊参謀、1950年8月にカルフォルニア州インヨカーンにある海軍兵器局試験所で勤務する。
1955年5月に海軍長官付航空担当補佐官、1956年7月「AV-13 ソールズベリー・サウンド」艦長に就任。
1957年7月、少将に昇進し海軍作戦本部戦略計画部特別補佐官となる。1958年1月1日から1959年7月まで海軍作戦次長付兵棋演習担当参謀、その後第6部に勤務する。
1962年10月13日から1964年6月15日まで第7艦隊司令官に就任、1964年6月26日から1965年3月30日まで太平洋艦隊司令官に就任する。1965年4月30日に大西洋軍総司令官兼大西洋艦隊司令長官兼NATO大西洋連合軍最高司令官に就任する。
1967年6月3日、リンドン・ジョンソン大統領により次期海軍作戦部長に指名され、同年8月1日に第18代海軍作戦部長就任する。在任中はベトナム戦争の激化やリバティー号事件があった。1970年4月14日にリチャード・ニクソン大統領により次期統合参謀議長に指名され、同年6月17日上院において任命される。
1974年7月1日に退役する。
2004年2月5日、ベセスダ海軍医療センターにて死去。